# Symfonie nr. 4 (Bacewicz)
Grazyna Bacewicz componeerde haar Symfonie nr. 4 in 1953. Het werk volgde relatief snel op haar Symfonie 3 uit 1952; ze zou tot aan haar dood in 1969 geen werk meer schrijven in het genre.

## Inleiding
De Poolse muziekwereld had in de voorafgaande jaren behoorlijke klappen gekregen. Eerst was er de Duitse bezetting, waarbij tal van musici het leven lieten. De verlangde bevrijding leverde jarenlang onderdrukking op vanuit de Sovjet-Unie. Op het muziekgebied betekende dat laatste dat al te veel moderniteiten niet op prijs werden gesteld; de klassieke muziek van die tijd moest ook voor het “gewone volk” te volgen zijn.

## Werk
Bacewicz kwam met een symfonie in de traditionele vierdelige opzet:
- Appassionato-Allegro inquieto-meno mosso-piu mosso-poco meno mosso-meno mosso- piu mosso-piu mosso-piu mosso-energetico (snel, in sonatevorm)
- Adagio – poco piu mosso – tempo I (langzaam)
- Scherzo: Vivace – tempo I (snel)
- Adagio mesto- allegro furioso-poco piu mosso-meno mosso (langzaam-snel).

Het werk is opgedragen aan dirigent Grzegorz Fitelberg die onder moeilijke omstandigheden toch moderne klassieke muziek op de lessenaar kreeg. In deel 1 zit een motief dat ze ontleende aan een Pools volksliedje Lecioly zórazie, dat eerder gebruikt werd door Karol Szymanowski in zijn Kurpian songs (opus 58). Ook deze componist had veel te danken aan Fitelberg. In deel 1 wordt aan het slot een gelijkenis gehoord met Ballet van de kuikens in de dop uit de Schilderijen van een tentoonstelling van Modest Moessorgski. Voorts worden fragmenten wel vergeleken met werk van Igor Strawinski en laat werk van Henryk Gorecki, terwijl de introductie van de harp zou wijzen op invloeden van Béla Bartók.
Het werk duurt ongeveer 26 minuten en is geschreven voor:
- 1 piccolo, 3 dwarsfluiten, 2 hobo, althobo, esklarinet, 2 besklarineten, 1 basklarinet, 2 fagotten, 1 contrafagot (doublures zijn mogelijk)
- 4 hoorn, 3 trompettem,.3 trombones en tuba
- 4 pauken, percussie, tokkelinstrument
- violen, altviolen, celli, contrabassen

De première vond plaats in Krakau, op 15 januari 1954 speelde Krakau Philharmonisch Orkest deze symfonie onder leiding van Bohdan Wodiczko. Ze kreeg voor dit werk in 1955 de Prijs van het Poolse ministerie van cultuur.

## Discografie
Bacewicz werd vooral bekend door andere (kamer)muziek met als meest uitgegeven haar strijkkwartetten en Vioolsonate nr. 4. De symfonie moest het lange tijd doen zonder enige digitale opname. In 2023 werden echter twee versies uitgebracht:
- Lukasz Borowicz met het WDR Sinfonieorchester via cpo (555556-2)
- Sakari Oramo, BBC Symphony Orchestra via Chandos (5316)